# Endrőc
Endrőc is een plaats (község) en gemeente in het Hongaarse comitaat Baranya. Endrőc telt 406 inwoners (2001).